# Willy Puchner
Willy Puchner (ur. 15 marca 1952 r. w Mistelbachu) – austriacki fotograf, artysta, rysownik.

## Życie
Willy Puchner wyrósł w austriackim Mistelbach nad rzeką Zaya jako syn rodziców dwojga fotografów. Od 1967 do 1974 r. uczęszczał do Wyższej Uczelni Graficznej w Wiedniu na wydziale Fotografii. Po ukończeniu nauki, przez dwa lata był nauczycielem w tejże szkole. Od 1978 r. jako samodzielnie praktykujący fotograf, rysownik, artysta i autor. Od 1983 do 1988 r. studiował filozofię, publicystykę, historię i socjologię.
W 1988 po pracy dyplomowej z filozofii socjalnej pt. „Moc prywatnej fotografii” dostał zezwolenie na wykonywanie zawodu. Od 1989 r. pracownik gazety „Wiener Zeitung”.
Willy Puchner został znany dzięki projektowi „Tęsknota Pingwinów”. Przez cztery lata jeździł z poliestrowymi figurami pingwinów Joe & Sally w miejsca swojej i naszej tęsknoty: nad morze, na pustynie do Nowego Jorku, Sydney, Pekinu i Paryża do Wenecji, Tokio, Honolulu i Kairu żeby uwieczniċ je na zdjęciach. Przed oczami Pingwinów, wszystko co pozornie już znane, tysiąckroć udokumentowane, ujawnia się na nowo obce.
Freddy Langer napisał o tym projekcie w „Frankfurter Allgemeine Zeitung”: „Przed znanymi atrakcjami turystycznymi pozwalał pozować im do zdjęć jakby to byli urlopowicze. Tak stworzył być może najpiękniejszy, turystyczny album zdjęciowy dwudziestego wieku: „Tęsknota Pingwinów”. (FAZ z 08.03.2001 r.)
Willy Puchner dużo pracował ze starszymi ludźmi przy czym powstały projekty jak: „90-latkowie”, „Dialog ze starością”, 100-latkowie”, „Historia życia i fotografia” i „Miłość w starości”

## Dzieła
- Bäume, 1980, (Z tekstem od Henry David Thoreau), ISBN 3-85447-271-4
- Zum Abschied, zur Wiederkehr, 1981 (Z tekstem od Hermann Hesse), ISBN 3-206-01222-8
- Gestaltung mit Licht, Form und Farbe, 1981, ISBN 3-87467-207-7
- Bilder österreichischer Städte, (Z tekstem od Harald Sterk), 1982, ISBN 3-217-01262-3
- Strahlender Untergang, (Z tekstem od Christoph Ransmayr), 1982, ISBN 3-85447-006-1
- Bilder österreichischer Landschaft, (Z tekstem odHarald Sterk), 1983, ISBN 3-217-01189-9
- Andalusien, (words Walter Haubrich), 1983, ISBN 3-7658-0420-7
- Die Wolken der Wüste, 1983 (Z tekstem od Manfred Pichler), ISBN 3-89416-150-7
- Dorf-Bilder, 1983, ISBN 3-218-00387-3
- Zugvögel seit jeher, 1983, (Z tekstem od Erich Hackl), ISBN 3-210-24848-6
- Das Herz des Himmels, 1985, (Z tekstem od Erich Hackl), ISBN 3-210-24813-3
- Die Sehnsucht der Pinguine, 1992, ISBN 3-446-17200-9
- Ich bin ..., 1997, ISBN 3-7918-2910-6
- Tagebuch der Natur, 2001, ISBN 3-85326-244-9
- Flughafen. Eine eigene Welt, 2003, ISBN 3-85326-277-5
- Illustriertes Fernweh. Vom Reisen und nach Hause kommen, 2006, ISBN 3-89405-389-5
- Wien. Vergnügen und Melancholie, 2008, ISBN 3-85033-159-8

## Przerobione wydania
Extrablatt', konkret, Stern, Geo, Life, Corriere della Sera, Marco Polo, Universum, Falter, Wiener Zeitung